# Jonan-ku (Fukuoka)
Jōnan-ku (城南区 Jōnan-ku?) es uno de los siete barrios de la ciudad de Fukuoka, Japón. Hasta el 1 de agosto de 2011 tenía una población estimada de 129.134 habitantes y una densidad de 8,060 personas por metro cuadrado. La superficie total del barrio es de 16,02 km².